# Málkov (okres Beroun)
Málkov (německy Malkau) je obec v okrese Beroun ve Středočeském kraji, asi 9 km jihozápadně od Berouna. Žije zde 109 obyvatel.

## Historie
První písemná zmínka o obci pochází z roku 1548.

## Poloha
Obec leží v mírném údolí, na jižním úpatí kopce Lejškov pod sedlem mezi jeho dvěma vrcholy. Je tvořena jednak pásem zástavby podél silnice III/11531, jemuž na východním konci vesnice na severní straně dominuje velký hospodářský dvůr čp. 19, přebudovaný na rekreační Ranč Málkov, a pak druhým pásem zástavby navazujícím nedaleko jihovýchodně, nad obecním úřadem, podél souběžné cesty pokračující k Borku nebo Želkovicím. V této horní části zástavby se nacházejí nejnižší popisná čísla i památkově chráněná kaplička se zvoničkou a pomník válečným obětem. Na zahradě bývalého domu čp. 7 na parcele č. 21 se nachází javor mléč, od roku 1987 chráněný jako památný strom, o evidované výšce 21 metrů a obvodu kmene 254 cm. Mezi oběma částmi vesnice se pod obecním úřadem nachází autobusová otočka a požární nádrž.
Na katastrálním území obce leží též západní, nižší část kopce Lejškov, jejíž vrchol (471 m n. m.) je nejvyšším bodem území obce a jejíž severní svahy jsou zalesněné a na jižních se nacházejí převážně pole, v západní části kopce stojí samota Lejškov s čp. 24. Kopcovité území jižně od vsi zaujímají převážně pole, prudší svahy na jihozápadě při hranici s Chodouní a Libomyšlí jsou lesnaté. Podle pomístních názvů se jak severně, tak jižně od vsi nacházely višňovky.
V minulosti bývala v obci malá prodejna Jednoty (v budově sídla obecního úřadu, bez čp. u autobusové otočky poblíž domu čp. 1) a hostinec v čp. 10. V současnosti je bývalý hostinec sídlem sklářského ateliéru WAGA a bývalá prodejna Jednoty galerií či depozitářem tohoto ateliéru, památkou na prodejnu Jednota je název zdejší autobusové zastávky.

## Pamětihodnosti
- Kaplička se zvonicí
- Pomník obětem první světové války

## Obecní správa

### Části obce
- Málkov (k. ú. Málkov u Sochomast)

K obci patří také Lejškov.
Sousedními obcemi sídla jsou Tmaň, Chodouň, Suchomasty a Libomyšl.

### Územněsprávní začlenění
Dějiny územněsprávního začleňování zahrnují období od roku 1850 do současnosti. V chronologickém přehledu je uvedena územně administrativní příslušnost obce v roce, kdy ke změně došlo:
- 1850 země česká, kraj Praha, politický okres Smíchov, soudní okres Beroun[5]
- 1855 země česká, kraj Praha, soudní okres Beroun
- 1868 země česká, politický okres Hořovice, soudní okres Beroun
- 1936 země česká, politický i soudní okres Beroun[6]
- 1939 země česká, Oberlandrat Kolín, politický i soudní okres Beroun[7]
- 1942 země česká, Oberlandrat Praha, politický i soudní okres Beroun[8]
- 1945 země česká, správní i soudní okres Beroun[9]
- 1949 Pražský kraj, okres Beroun[10]
- 1960 Středočeský kraj, okres Beroun
- 2003 Středočeský kraj, okres Beroun, obec s rozšířenou působností Beroun

## Doprava

### Dopravní síť
Do obce dále vedou silnice III. třídy. Železniční trať ani stanice či zastávka na území obce nejsou.

### Autobusová doprava 2024
Autobusovou dopravu v obci Málkov zajišťuje společnost Arriva Střední Čechy. Obec je součástí Pražské integrované dopravy (PID). V obci se nachází zastávka Málkov,Jednota. Obec obsluhuje autobusová linka 631, která spojuje Nižbor, Hýskov, Chyňavu, Železnou, Beroun, Králův Dvůr, Tmaň, Málkov, Suchomasty, Bykoš, Želkovice a Všeradice.

## Galerie

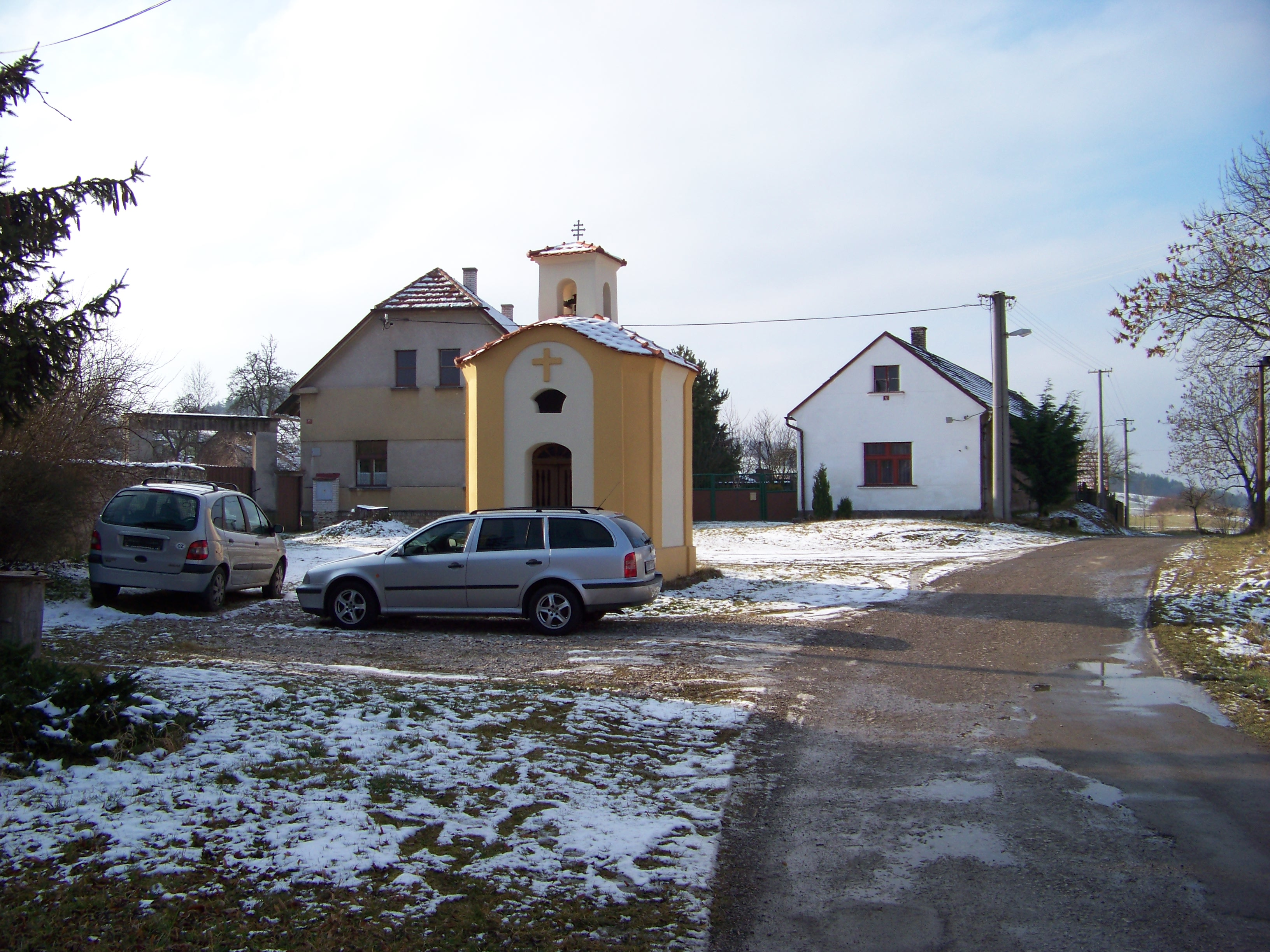
Náves s kapličkou
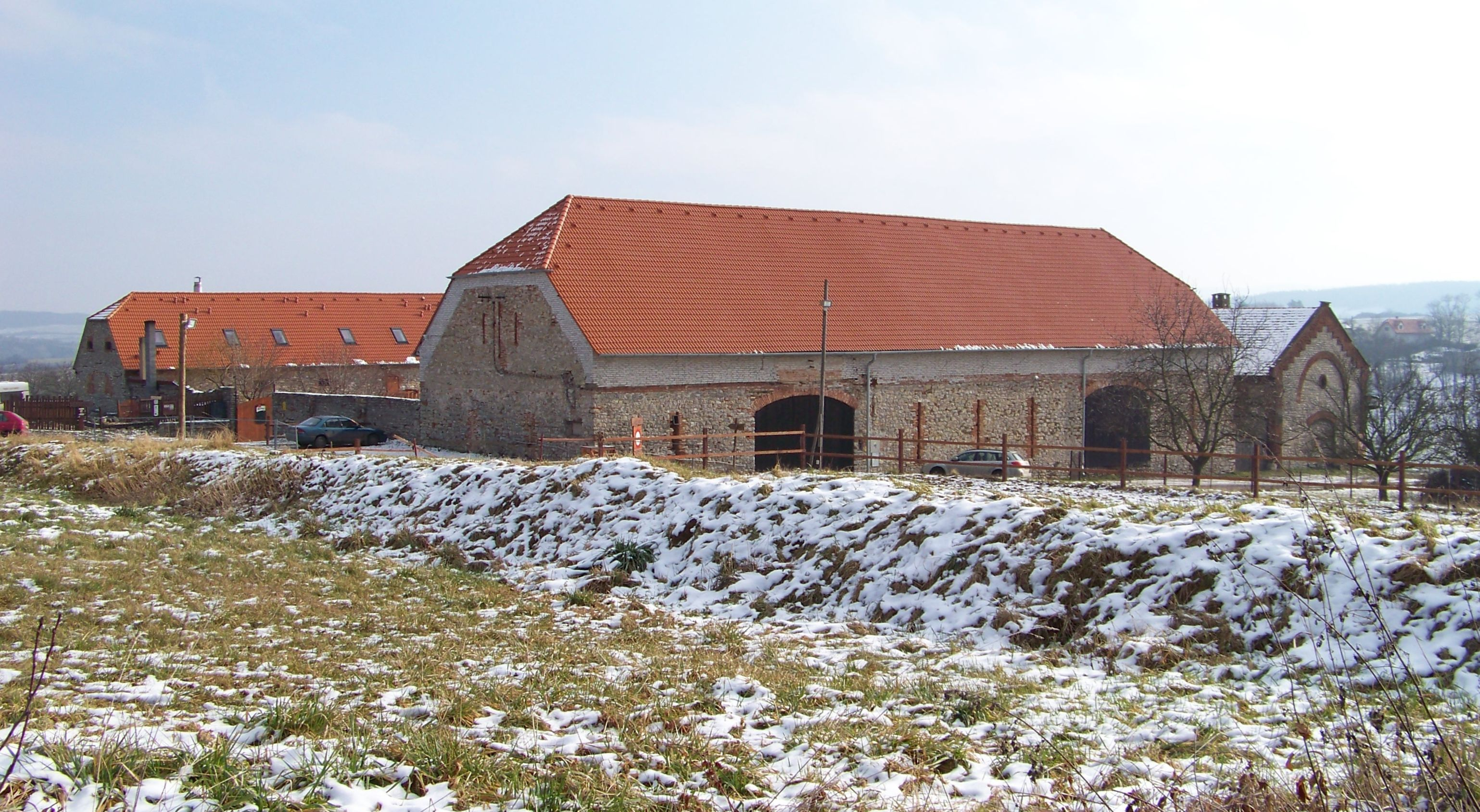
Ranč Málkov
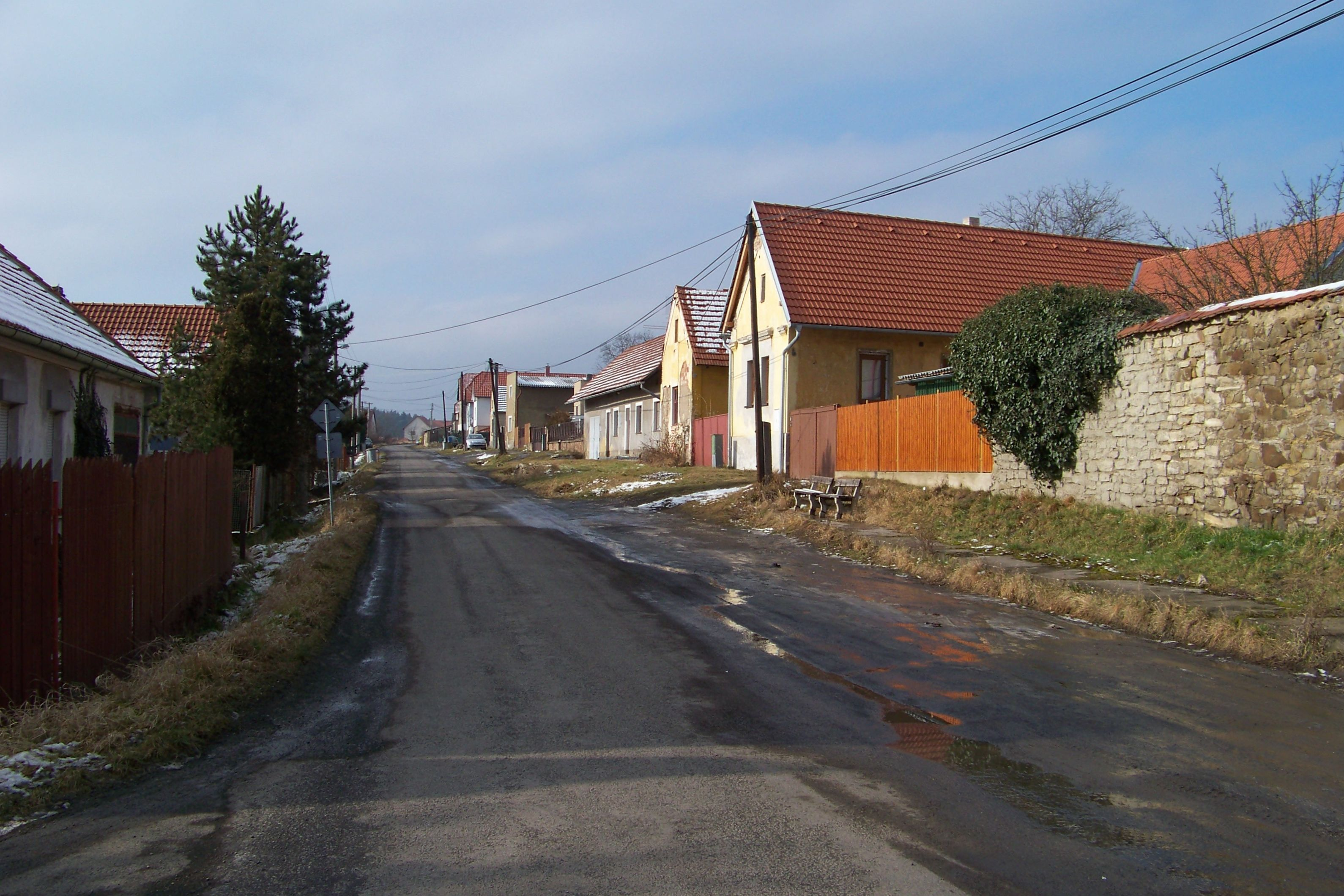
Zástavba při silnici III/11531
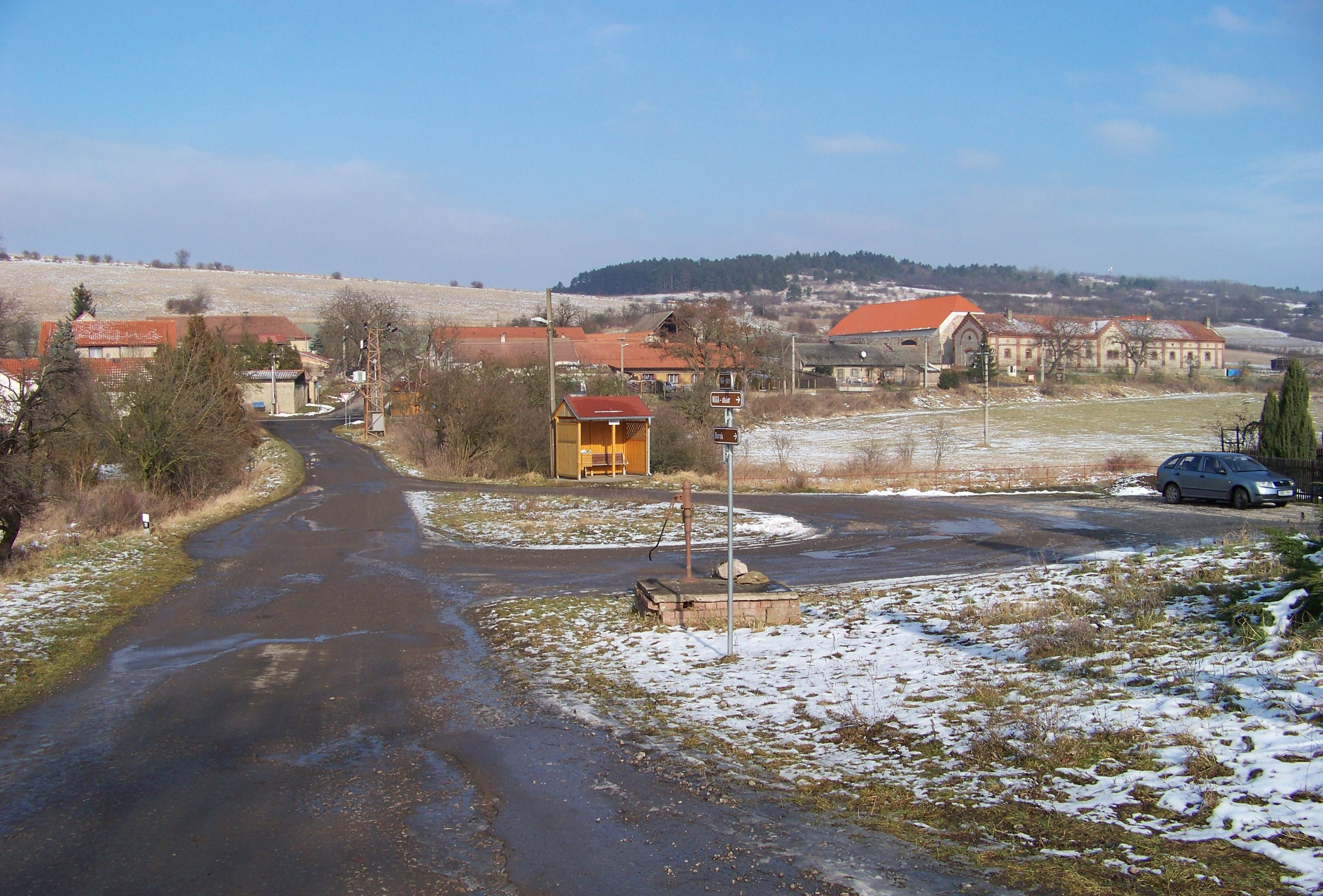
Pohled přes autobusovou otočku na dolní část obce